# Tölö sporthall

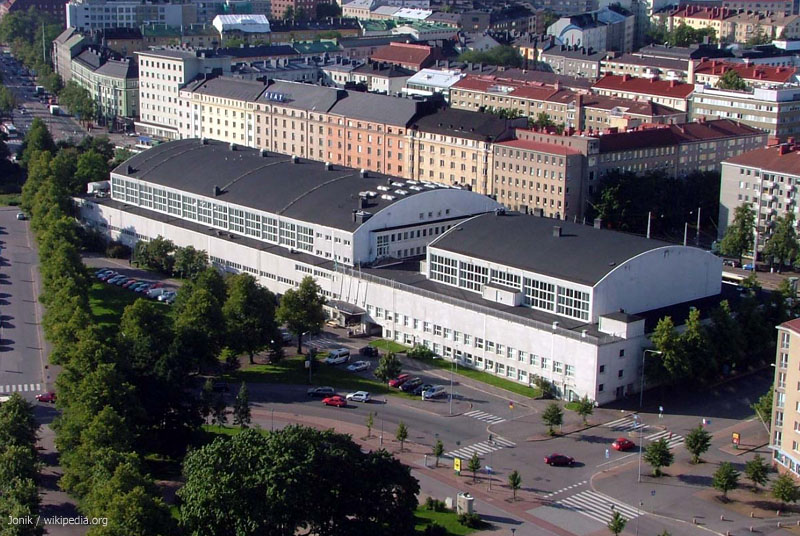
Tölö sporthall i Helsingfors.

Tölö sporthall (finska: Töölön kisahalli), historiskt även Helsingfors Mässhall eller Mässhallen, är en sporthall i Helsingfors i stadsdelen Bortre Tölö. Sporthallen ligger i närheten av Olympiastadion, Operan och Tölö fotbollsstadion. Hallen har entréer både från Mannerheimvägen och från Paavo Nurmis gränd.
Tölö sporthall ritades av Aarne Hytönen och Risto-Veikko Luukkonen och uppfördes från 1935 som Helsingfors första specifikt byggda mässhall av det 1919 grundade andelsbolaget Suomen Messut Osuuskunta/Finlands mässa. Den var då Nordens största mässbyggnad. År 1938 höll hallen Finlands Luftvärnsförbunds II Internationella Luftfartsutställning.
En tillbyggnad byggdes år 1951. Under olympiska sommarspelen 1952 hölls tävlingarna i gymnastik, brottning, boxning och tyngdlyftning samt finalomgångarna i basketboll i hallen.
År 1975 invigdes det nybyggda Mässcentrum i Östra Böle, och den tidigare mässhallen övertogs av Helsingfors stad och blev en renodlad sporthall. 

## = Noter=
1. 1 2  ”SILI 1938”. Lae - inte bara en stad på Nya Guinea. lae.blogg.se. 4 januari 2009. https://lae.blogg.se/2009/january/sili.html. Läst 10 november 2024.
2. ↑  ”Helsinkimessen”. denstoredanske.dk. http://www.denstoredanske.dk/Erhverv,_karriere_og_ledelse/Erhvervsliv/Messer_og_kongresser/Helsinkimessen. Läst 10 november 2024.